# Upland (Gemeinde)
Upland war eine kurzlebige Gemeinde im hessischen Upland im Landkreis Waldeck. Heute gehört ihr ehemaliges Gebiet zur Gemeinde Willingen (Upland) im Landkreis Waldeck-Frankenberg.

## Geschichte
Im Zuge der Gebietsreform in Hessen fusionierten zum 31. Dezember 1971 die bis dahin selbständigen Gemeinden Bömighausen, Eimelrod, Neerdar, Usseln und Welleringhausen zur neuen Gemeinde Upland. Bereits am 1. Juli 1970 war Usseln um das Gebiet der Gemeinde Hemmighausen vergrößert worden.
Zum 1. Januar 1974 wurden kraft Landesgesetz die Gemeinden Upland und Willingen zur neuen Großgemeinde Willingen (Upland) zusammengeschlossen.